# نورالسلطنه
نورالسلطنه با نام نورالضیاء مظفری قاجار شاهزاده قاجار و دختر مظفرالدین‌شاه از اکرام‌الدوله بود.
او در سال ۱۲۹۵ قمری در تبریز به دنیا آمد؛ با میرزا کاظم امامی طباطبایی، پسر میرزا یوسف مجتهد که امام جمعه تبریز بود، ازدواج کرد. حاصل این ازدواج سه پسر و یک دختر بود: یوسف، احمد، صمد و فاطمه (ملقب به اشرف‌الدوله). نورالسلطنه به تحصیل فرزندانش اهمیت فراوان می‌داد و پسران خود را برای تحصیل به آلمان و بلژیک فرستاد. او در سال ۱۳۱۵ خورشیدی درگذشت.
پسران نورالسلطنه نام خانوادگی سیدامامی داشتند. دختر او اشرف‌الدوله که در مدرسه کاتولیک‌های تبریز درس خوانده بود با آقای لیقوانی ازدواج کرد ولی خیلی زود جدا شد. او تنها یک دختر داشت به نام سروراعظم که مدتی ریاست مدرسه ایران بیت ئیل را به عهده داشت که یک مؤسسه پرسبیترین آمریکایی در تهران بود. او با آقای نسیری امیری که از مؤسسین بانک پارس بود ازدواج کرد و صاحب سه فرزند شد: محمود، فرخ و ژینوس. محمود و فرخ بنیانگذاران کارخانه مادیران هستند.